# Лубоцкий, Лев Давидович
Лев Давидович Лубоцкий (1926—1997) — директор Рижского опытного завода «Коммутатор» (1963—1980), лауреат Государственной премии СССР. Член КПСС с 1947 г.

## Биография
Родился в г. Борисов (Белоруссия). После начала войны эвакуирован в Ульяновск.
В 1943—1947 гг. служил в РККА, участник Великой Отечественной войны с 12 февраля 1945 г., командир взвода управления (1-й Украинский фронт), лейтенант, награждён медалями «За боевые заслуги», «За победу над Германией в Великой Отечественной войне 1941—1945 гг.».
После демобилизации окончил Латвийский государственный университет им. П. Стучки, инженер-механик.
С 1952 г. заместитель начальника цеха, начальник цеха, начальник производства, заместитель главного инженера, заместитель директора завода ВЭФ. С 1963 по 1980 г . директор Рижского опытного завода «Коммутатор», генеральный директор ПО «Коммутатор».
С 1980 по 1987 г. председатель Госснаба Латвийской ССР.
Кандидат технических наук, доцент.
Депутат Верховного Совета Латвийской ССР. В 1987 году вышел на пенсию и сложил депутатские полномочия.
Лауреат Государственной премии СССР и Государственной премии Латвии — за внедрение автоматизированной системы управления предприятием (АСУП завода «Коммутатор»). Заслуженный работник промышленности Латвийской ССР. Награждён орденами Ленина, Трудового Красного Знамени, «Знак Почёта», Отечественной войны II степени.
Дочь — Елена Лубоцкая.
Сочинения:
- Автоматизированная система учета общественного мнения на предприятии [Текст] : Обзор / Л. Д. Лубоцкий, Л. И. Меньшиков, В. М. Цирцене. - Рига : ЛатНИИНТИ, 1979. - 41 с.; 20 см.
- Автоматизированная система прогнозирования профессиональной пригодности рабочих на предприятии [Текст] : Обзор / [Лубоцкий Л.Д., Меньшиков Л.И., Разманова Э.И. и др.]. - Рига : ЛатНИИНТИ, 1979. - 67 с., 1 л. схем.; 19 см.
- Автоматизированная система учета результатов социалистического соревнования на предприятии [Текст] / Л. Д. Лубоцкий, Л. И. Меньшиков, С. Н. Гольдберг и др. - Рига : [ЛатИНТИ], 1974. - 39 с.; 20 см. - (Серия 23-06/ Латв. респ. ин-т науч.-техн. информации и пропаганды; № 1-74).
- Автоматизированная система аттестации ИТР и служащих на предприятии [Текст] : Обзор / [Л.Д. Лубоцкий, Л.И. Меньшиков, С.Н. Гольдберг, В.М. Бойко]. - Рига : ЛатНИИНТИ, 1978. - 50 с.; 19 см.